# ビティ足場

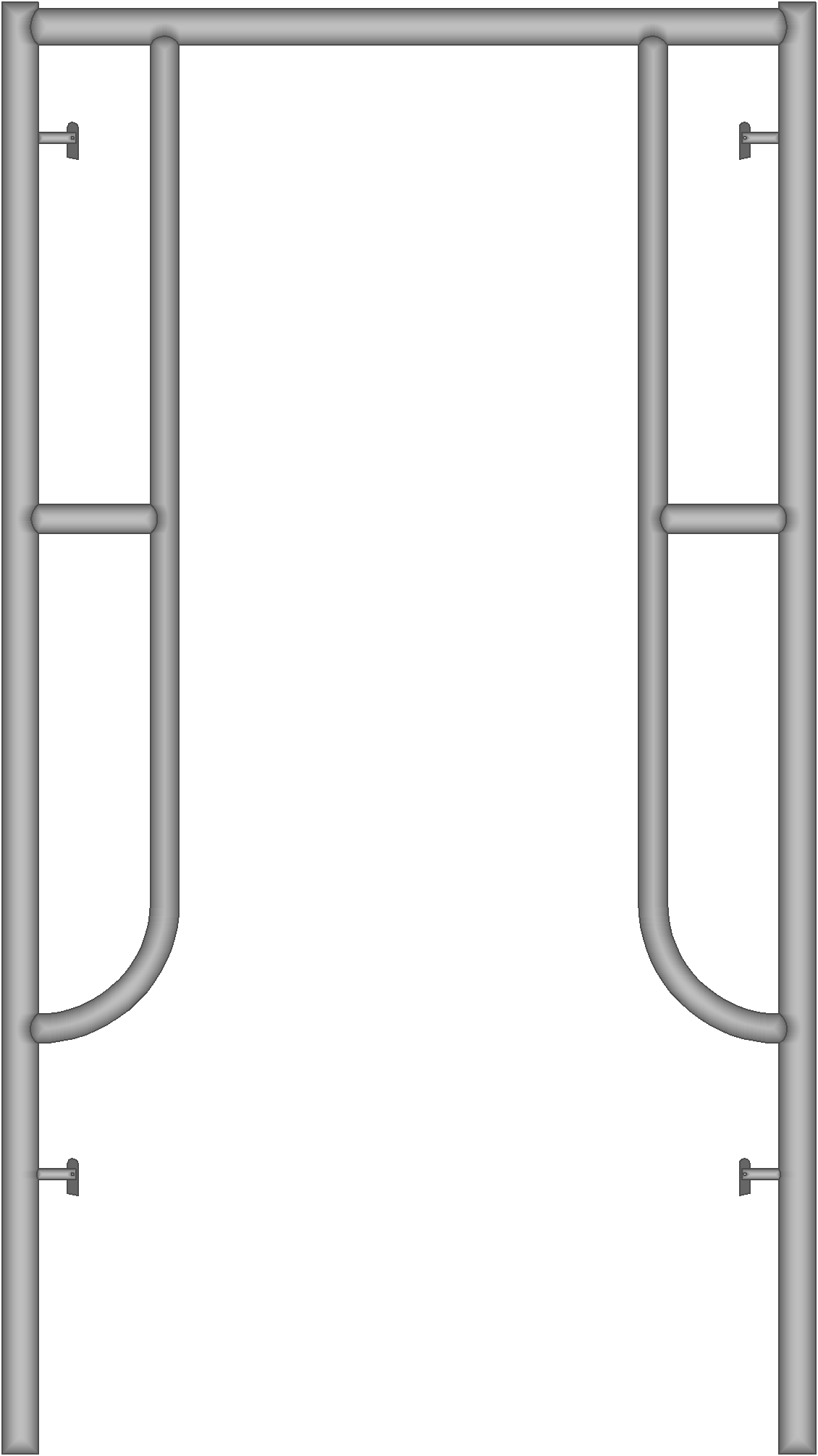
鳥居型建て枠

ビティ足場（ビティあしば）は工事現場における仮設の足場。枠組足場の一種である。
ビテイ（ビティ）とは考案者のデビッド・イー・ビティの名前から取ったものである。鋼製枠組み足場の事であるが、最近ではアルミニウム製などの軽量の足場も使用されている。強固な鳥居型建て枠、筋交い、鋼製布板、ジャッキベース等で構成される。住友金属建材株式会社（現:日鐵住金建材株式会社）が日本で初めて枠組み足場を開発した際の製品。

## 規格の混在
- 日本においての規格にはインチサイズとメーターサイズの二種類が存在し、部材の何種類かには互換性がない。大手の建材リース会社のほとんどはインチサイズを採用していて、デファクトスタンダードともいえる。しかし、わずかに大きく重いため、物流コストを考え、メーターサイズを採用しているところもある。